# آدولف امرلینگ
آدولف امرلینگ (انگلیسی: Adolph Emmerling; ۱۳ ژوئن ۱۸۴۲ – ۱۷ مارس ۱۹۰۶) شیمی‌دان اهل آلمان بود. سنتز ایندول بایر–امرلینگ در شیمی آلی توسط وی و آدولف فون بایر در سال ۱۸۶۹ کشف شد.